# باول كيمب
باول كيمب (بالإنجليزية: Paul Kemp)‏ هو لاعب كرة قدم أمريكية أمريكي، ولد في 9 فبراير 1931 في واترلو في الولايات المتحدة، وتوفي في 26 يوليو 2014 في ليكسينغتون في الولايات المتحدة.